# Chet Brandenburg
James Chester "Chet" Brandenburg, född 15 oktober 1897 i Kentucky, död 17 juli 1974 i Woodland Hills, Los Angeles, var en amerikansk skådespelare och regiassistent.
Brandenburg föddes i Kentucky och var yngre bror till skådespelaren Ed Brandenburg.
Han gjorde filmdebut 1924 i filmen Wide Open Spaces med Stan Laurel, och kom under sin 50-åriga karriär att medverka i mer än 300 filmer, varav ett hundratal av de var producerade av Hal Roach. Han hade även flera roller i TV-serien Krutrök (1956-1963).
Han avled 1974 och efterlämnade sin hustru och två söner.

## Filmografi (i urval)
- 1926 – 45 Minutes from Hollywood
- 1927 – Love 'Em and Weep
- 1927 – With Love and Hisses
- 1927 – Sailors, Beware!
- 1927 – Hatten av för så'na!
- 1927 – Putting Pants on Philip
- 1928 – Muntra musikanter
- 1928 – Toffelhjältar på vift
- 1928 – Trötta miljonärer
- 1928 – Helan och Halvan som bildrullar
- 1929 – Leve friheten
- 1929 – Hjärtligt välkomna
- 1929 – Helan och Halvan på straffarbete
- 1931 – Klubbmiddag
- 1932 – Här vilar inga lessamheter
- 1933 – Följ med oss till Honolulu
- 1934 – Det var två glada gesäller (som regiassistent)
- 1934 – Med spöken i lasten (som regiassistent)
- 1935 – Kavata kumpaner
- 1936 – Zigenarflickan (som regiassistent)
- 1936 – Bröder i kvadrat (som regiassistent)
- 1936 – Vi reser västerut (som regiassistent)
- 1938 – Robin Hoods äventyr
- 1938 – Glada tyrolare
- 1939 – Landet bortom lagen
- 1940 – Raska sjömän, hallå! (som stand-in)
- 1940 – De färdas om natten
- 1941 – Malajer på krigsstigen
- 1943 – Mörklagt hela da'n
- 1943 – Din för alltid
- 1943 – Kanaljer i knipa
- 1946 – Harvey Girls
- 1946 – Grabben från Brooklyn
- 1947 – Prärie
- 1947 – Mardrömsgränden
- 1949 – Glödhett
- 1950 – I asfaltens djungel
- 1952 – De stora träden
- 1952 – H.C. Andersen
- 1953 – Världarnas krig
- 1953 – Västerns vilda dotter
- 1954 – En världsomsegling under havet
- 1956–1963 – Krutrök (TV-serie)
- 1957 – Spirit of St. Louis
- 1959 – De samvetslösa
- 1961 – Dom i Nürnberg
- 1962 – Mannen som sköt Liberty Valance
- 1962 – De red efter guld[5][3]